# 理查三世 (戏剧)

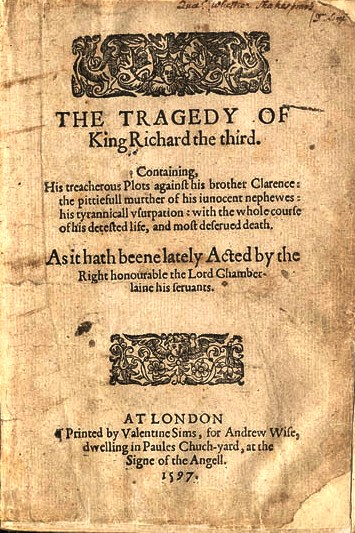
《理查三世》第一四开本的首页。

《理查三世》是英国剧作家威廉·莎士比亚的作品，逼真地描述了理查三世短暂的执政时期，该剧本被认为创作于大约1591年。这部戏剧有时被分类为悲剧（早期的四开本），但是更准确的分类应为历史剧，如《第一对开本》中作品分类。作品从《亨利六世第三部》展开故事情节，成为从《理查二世》开始的系列历史剧的结束。该作品是莎士比亚第二长的剧本，仅次于《哈姆雷特》，由于《第一对开本》中收录的《哈姆雷特》版本短于先前的四开本，因此《理查三世》是其中最长的剧本。剧本的长度通常被认为是一个缺点，因为太长而很少被完整地表演，一些不重要的人物常常被删减。
另一个改编的原因是莎士比亚假设观众熟悉《亨利六世》系列，经常间接引用其中的事件，比如理查谋杀亨利六世以及亨利六世妻子玛格丽特败北。现在，由于之前的作品不太为人所知，因此玛格丽特这个角色通常被删去，并且有时从《亨利六世》三部曲中提取一些资料加入到剧本中来解释人物的关系。

## 故事来源
和莎士比亚大部分历史剧相同，《理查三世》的主要资料来源为拉斐尔·霍林斯赫德所著的1587年第二版的《英格兰、苏格兰和爱尔兰编年史》。看起来他还查阅了爱德华·霍尔所著的《The Union of the Two Illustrious Families of Lancaster and York》，并且学者认为莎士比亚熟悉塞缪尔·丹尼尔关于玫瑰战争的诗。

## 创作时间和版本
《理查三世》被认为是莎士比亚早期作品之一，仅晚于《亨利六世》三部曲和最早期的喜剧。这部作品被认为创作于大约1591年。尽管《理查三世》于1597年10月20日由书商安德鲁·怀斯登记到出版业公会（Stationers Company）的目录，怀斯于当年晚些时候出版了第一四开本（Q1），然而克里斯托夫·马洛的《爱德华二世》不可能创作晚于1592年（因为马洛于1593年去世），而该书被认为受《理查三世》的影响。第二四开本（Q2）于1597年发行，扉页印有莎士比亚的名字，并有可能被改写。Q3于1602年发行，Q4为1605年，Q5为1612年，Q6为1622年；如此频繁地发行表明了该剧本的流行。《第一对开本》于1623年发行。

## 演出
最早被确认的演出时间为1633年的11月17日，周六，当时英国国王查理一世和皇后亨莉雅妲·玛利亚在皇后生日那天观看了演出。然而毫无疑问，在此之前，该剧本之前已经被演出许多次。菲利普·亨斯洛的日记记载了一部他称作《白金汉郡》（Buckingham）的流行戏剧，该戏剧于1593年12月和1594年1月上演，很有可能是莎士比亚的戏剧。
科利·西伯制作了最成功的莎士比亚改编版《理查三世》，从1700年开始在特鲁里街皇家剧院演出。西伯自己担任主角直到1739年，他的版本在之后的一个半世纪一直在舞台上表演。（其中包括一些经典的台词，如“Off with his head; so much for Buckingham”，可能是最著名的莎士比亚风格的诗句，却并非莎士比亚创作的。）1845年，萨德勒斯威尔斯剧院上演了莎士比亚原创版本。

## 主要人物
- 爱德华四世国王

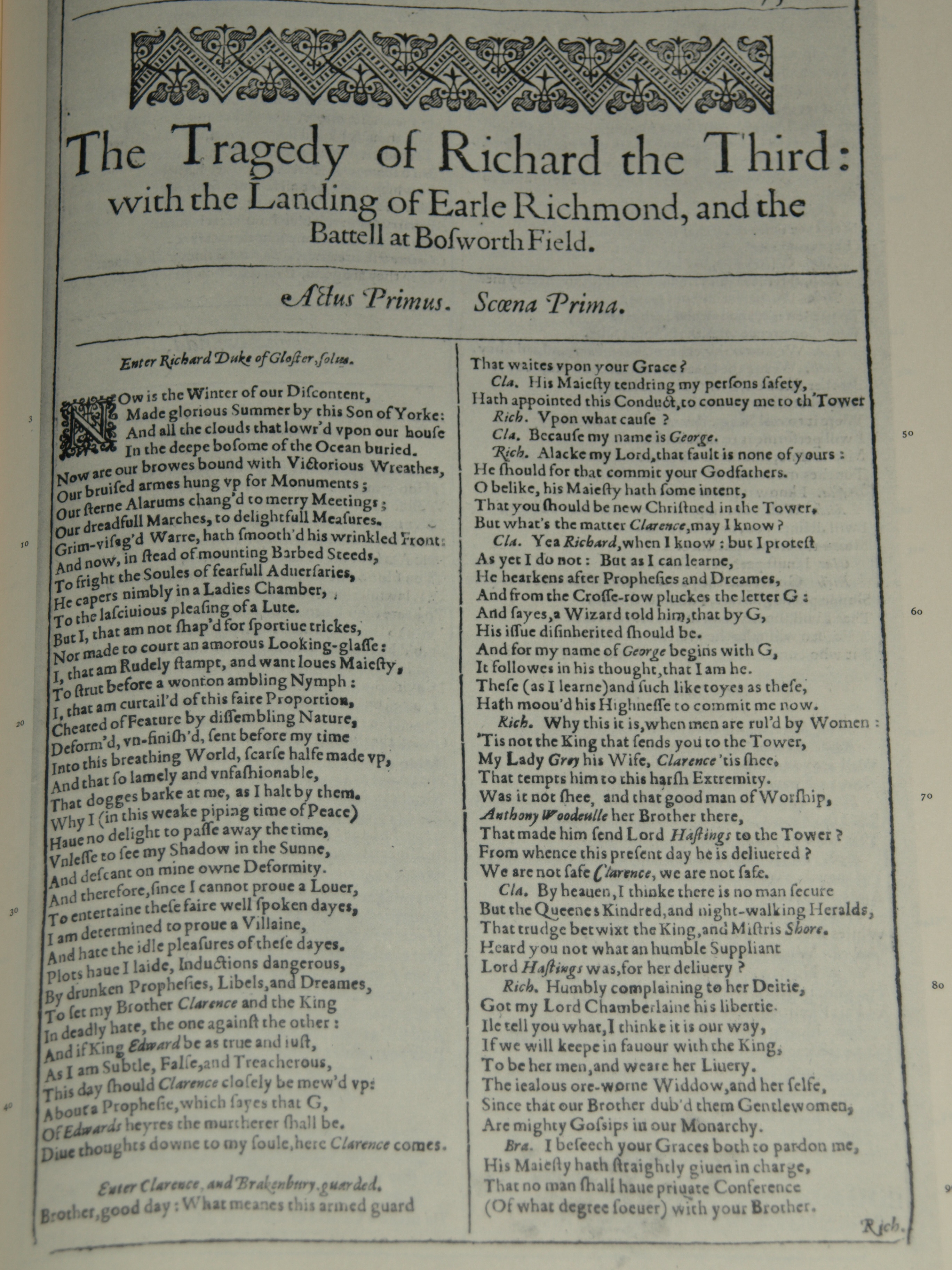
《第一对开本》中《理查三世》首页。

- 爱德华，威尔士亲王，即位后称爱德华五世，爱德华四世的长子
- 理查，约克公爵，爱德华王之子
- 喬治，克莱伦斯公爵，国王的兄弟
- 理查，葛罗斯特公爵，即位后称理查三世，爱德华王之弟
- 爱德华，沃里克伯爵，克莱伦斯一幼子
- 亨利，里士满伯爵，即位后称亨利七世
- 布希埃红衣主教，坎特伯雷大主教
- 托马斯·罗塞汉，约克大主教
- 约翰·毛顿，伊里主教
- 白金漢公爵
- 诺福克公爵
- 萨立伯爵，诺福克之子
- 利佛斯伯爵，爱德华王后之弟
- 道塞特侯爵
- 葛雷勋爵，王后前夫之子
- 牛津伯爵
- 海司丁斯勋爵
- 斯丹莱勋爵，又名德比伯爵
- 洛弗尔勋爵
- 托马斯·伏根爵士、理查·拉克立夫爵士、威廉·凯茨比爵士、詹姆士·提瑞尔爵士、詹姆士·勃伦特爵士、华特·赫伯特爵士、罗伯特·勃莱肯伯雷爵士（伦敦塔卫队长）、威廉·勃兰顿爵士、克利斯朵夫·欧锡克爵士（牧师）
- 伊利莎白，爱德华四世之王后
- 玛格丽特，亨利六世之守寡王后
- 约克公爵夫人，爱德华四世、克莱伦斯与葛罗斯特之母
- 安夫人，亨利六世子爱德华之寡妻；后为葛罗斯特公爵之妻
- 玛格丽特·普兰塔琪纳特 克莱伦斯一幼女
- 公侯、从吏、录事、绅宦、市民、凶手、使者、幽灵、兵士及其他侍从等

## 剧情
剧本从理查描述他的哥哥爱德华四世即位开始：“现在我们严冬般的宿怨已给这颗约克的红日照耀成为融融的夏景；那笼罩着我们王室的片片愁云全都埋进了海洋深处。”
这段演说显示了理查妒忌和野心，因为他的哥哥爱德华四世将国家管理得很成功。理查是一个丑陋的驼背，他描述自己“天生我一副畸形陋相，不适于调情弄爱”，他对自己的状况很痛苦，“就只好打定主意以歹徒自许，专事仇视眼前的闲情逸致了”。他计划陷害他的哥哥克莱伦斯，“为的是有人传说爱德华的继承人之中有个G字起头的要弑君篡位”，而克莱伦斯的名字乔治的首字母为G。（而实际上后来观众发现这个篡位者指的是他自己葛罗斯特公爵，葛罗斯特的首字母为G。）
之后的第二场理查讨好安夫人——亨利六世子爱德华之寡妻，他对观众吐露，“我这个杀死了她丈夫和他父王的人，要在她极度悲愤之余娶过她来”。尽管对理查有偏见，但是在他的恳求下，安同意嫁给他。这段情节体现了理查谄媚技巧。
第三场发生于宫中一室，被理查的阴谋陷害的爱德华四世的王后伊利莎白的拥护者并没有很强的实力。亨利六世的寡后玛格丽特从流放途中回来，谴责理查和他身边的贵族。
第四场理查命令两个杀手去杀死被关押在伦敦塔的哥哥克莱伦斯，克莱伦斯告诉他的看守勃莱肯伯雷他做了一个梦。梦中他和弟弟葛罗斯特上了一艘想像中的船，葛罗斯特打了他，将他摔下海。他看到水底下“上千的人被海鱼啮食着”，他还看到“海底散满了金块、大锚、成堆的珍珠、无价的宝石和难以计值的饰品”，其中“有的嵌进了死人的头颅”。接下来他梦见自己死亡，并且被他的岳父和哥哥的灵魂拷问。在他醒来后，勃莱肯伯雷安慰他入睡。之后勃莱肯伯雷感叹“王公贵人无非把称号头衔当做尊荣，以浮面的声誉换取满心的苦恼”。当凶手来到后，他将钥匙留下就离开了。克莱伦斯醒来后恳求杀手不要杀他，“你们如果为赏金而来行刺，就请回去找我弟弟葛罗斯特，他一定会为我重赏你们”，而凶手则告诉他“就是他派我们来杀你的”。最后其中的一个凶手被他说服，但是为时已晚，另一个凶手杀死了他。第一幕结束。
第二幕开始，爱德华四世去世，他的弟弟理查也去除了登基的最后一个障碍。他与自己的侄子——年轻的爱德华五世会面，后者返回伦敦参加加冕礼。理查将年轻的王子和他的弟弟监禁在伦敦塔。

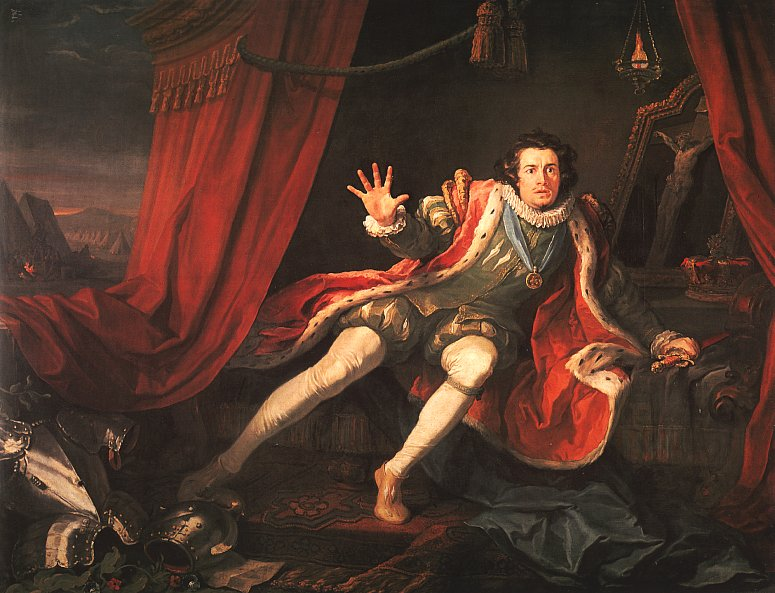
威廉·贺加斯描绘的《理查三世》第五幕第三场，理查梦见了所有被他杀害的人的幽灵

第三幕中，在勃金汉的帮助下，理查发起了一个活动，表现出自己是王位最适合的人选。反对者海司丁斯勋爵以伪造的罪名被逮捕并处死。其他的勋爵被勃金汉的花言巧语说动，尽管理查的侄子还活在世上，接受理查作为新的国王。
第四幕，理查加冕后，新地位使他有足够的信心来处置他的侄子。勃金汉提出当时理查答应赏赐他伯爵爵位和动产，但是被理查拒绝，勃金汉感到了恐惧。理查试图用老办法来说动伊利莎白公主，娶她为妻，“新婚之夜我要向她歷数战功，尊她为女中之雄，凯撒之凯撒”。但是她母亲伊利莎白王后并不为理查所欺骗，“这叫我怎么讲才好？ 说她父亲的弟弟要做她的夫君吗？”随着勃金汉和里士满（未來的亨利七世）相继叛乱，飘飘然的理查很快失去了他的声望。
第五幕中双方在波士委战场（Bosworth Field）展开激战。在战争前，理查遇见了所有被他杀害的人的幽灵。他们都和他说，“要看你绝望而死”，甚至在夢境的最後，曾經幫助理查登基的功臣--白金漢公爵的幽靈(鬼魂？)倒把著一把名為｢死亡之劍｣，並且以忿怨的口氣說：｢吾乃助汝上位之大功臣，然汝竟以此等罪名將吾斬決！受死吧，.......理查！吾欲汝攜著悔恨、愧疚至地獄接受神之審判-----｣。他醒来呼唤耶稣来帮助他，突然意识到自己在这世界上孤身一人，甚至憎恨自己。“天下无人爱怜我了；我即便死去，也没有一个人会来同情我；当然，我自己都找不出一点值得我自己怜惜的东西，何况旁人呢？”理查在最后时刻体现出他开始后悔自己犯下的罪恶，可是已经太晚了。
当战争开始后，理查发表了可能是英国文学中最不激动人心的演说，“莫让喋喋的梦呓使我们丧胆；良心无非是懦夫们所用的一个名词，他们害怕强有力者，借它来做搪塞；铜筋铁骨是我们的良心，刀枪是我们的法令……战吧，英国人！战吧，英勇的士兵们！……”斯丹莱勋爵（里士满的继父）和他的追随者，使理查陷入了困境。里士满即位成为国王亨利七世。通过娶爱德华四世的长女，约克家族最佳的继承人约克的伊丽莎白为妻来巩固他的统治，也导致玫瑰战争的结束。

## 改编
这部戏剧最著名的改编版本是劳伦斯·奥利维尔导演并主演的1955年电影版本，他的精彩诠释被很多喜剧演员如彼得·塞勒斯等效仿。
1995年，该部戏剧被伊恩·麥克萊恩再次搬上银幕。2002年，理查三世的故事被改编为电影《King Rikki》。